# Olivette (Misuri)
Olivette es una ciudad ubicada en el condado de San Luis en el estado estadounidense de Misuri. En el Censo de 2010 tenía una población de 7737 habitantes y una densidad poblacional de 1.074,17 personas por km².

## Geografía
Olivette se encuentra ubicada en las coordenadas 38°40′21″N 90°22′42″O / 38.67250, -90.37833. Según la Oficina del Censo de los Estados Unidos, Olivette tiene una superficie total de 7.2 km², de la cual 7.2 km² corresponden a tierra firme y (0%) 0 km² es agua.

## Demografía
Según el censo de 2010, había 7737 personas residiendo en Olivette. La densidad de población era de 1.074,17 hab./km². De los 7737 habitantes, Olivette estaba compuesto por el 60.94% blancos, el 23.89% eran afroamericanos, el 0.23% eran amerindios, el 10.68% eran asiáticos, el 0.04% eran isleños del Pacífico, el 1.65% eran de otras razas y el 2.57% pertenecían a dos o más razas. Del total de la población el 3.33% eran hispanos o latinos de cualquier raza.